# Geograpsus stormi
Espèce
Geograpsus stormi est une espèce de crabes de la famille des Grapsidae.

## Description
Cette espèce se distingue de Grapsus tenuicrustatus et Grapsus fourmanoiri par sa couleur rouge brique et le bout pointu de ses pinces des Geocrapsus alors qu'il est creusé en cuillère chez les Grapsus. 

## Habitat et répartition
Geograpsus stormi peut fréquenter la bande côtière terrestre